# Pecio de Hisaronu
El pecio de Hisaronu es un yacimiento arqueológico submarino de la Edad del Bronce, en concreto de la primera mitad del segundo milenio a. C., descubierto en la bahía de Hisaronu, que se encuentra en la costa del mar Egeo de Turquía, en el distrito de Marmaris de la provincia de Muğla. El descubrimiento se produjo en 2014 y fue excavado usando técnicas de arqueología subacuática a partir de 2015. Las excavaciones han sido dirigidas por Harun Ozdas.
La arqueología ha sacado a la luz piezas de cerámica y otros objetos relacionados con los aparejos del barco. 
Se trata de uno de los naufragios más antiguos que han sido investigados por la arqueología subacuática. Se estima que el pecio pertenece a la Edad del Bronce media, y que es de procedencia minoica. Probablemente realizaba una operación de comercio de ánforas entre la costa de Anatolia y Creta o alguna otra isla del Egeo.